# Wegwielrennen op de Paralympische Zomerspelen 2020 - Tijdrit mannen C4
De tijdrit mannen C4 bij het wegwielrennen tijdens de XVIe Paralympische Zomerspelen, vond plaats op de Fuji Speedway een racecircuit in de Japanse prefectuur Shizuoka.

## Uitslag
| #      | renner              | renner | tijd     | tijd     |
| ------ | ------------------- | ------ | -------- | -------- |
| Goud   | Patrik Kuril        | SVK    | 45:47.10 |          |
| Zilver | Jozef Metelka       | SVK    | 46:05.05 | +17.95   |
| Brons  | George Peasgood     | GBR    | 46:08.93 | +21.83   |
| 4      | Cody Jung           | USA    | 47:09.44 | +1:22.34 |
| 5      | Sergei Pudov        | RPC    | 47:33.31 | +1:22.34 |
| 6      | Ronan Grimes        | IRL    | 47:40.06 | +1:52.96 |
| 7      | Diego Germán Dueñas | COL    | 49:40.45 | +3:53.35 |
| 8      | Carol-Eduard Novak  | ROM    | 50:16.60 | +4:29.50 |
| 9      | Andre Luiz Grizante | BRA    | 50:16.60 | +6:54.73 |